# Milton Wexler
Milton Wexler (San Francisco, 24 agosto 1908 – Santa Monica, 16 marzo 2007) è stato uno psicoanalista statunitense.

## Biografia
A partire dal 1968 per combattere i danni causati dalla malattia di Huntington fondò la Hereditary Disease Foundation (HDF) celebre anche per aver avuto fra i suoi pazienti molte celebrità di Hollywood fra cui Marilyn Monroe, che nell'occasione sostituì Ralph S. Greenson.